# روبن سونیه
روبن سونیه (انگلیسی: Rubén Suñé؛ ۷ مارس ۱۹۴۷ – ۲۰ ژوئن ۲۰۱۹) بازیکن فوتبال اهل آرژانتین بود.
از باشگاه‌هایی که در آن بازی کرده‌است می‌توان به باشگاه فوتبال بوکا جونیورز، باشگاه ورزشی سن لورنسو آلماگرو، و باشگاه فوتبال اتلتیکو هوراکان اشاره کرد.
وی همچنین در تیم ملی فوتبال آرژانتین بازی کرده‌است.